# Wiktor Gociridze
Wiktor Dawidowicz Gociridze (gruz. ვიქტორ გოცირიძე, ur. 7 marca?/20 marca 1910 we wsi Chotewi w powiecie raczinskim w guberni kutaiskiej, zm. 1995 w Tbilisi) – radziecki inżynier budowlany, Bohater Pracy Socjalistycznej (1980).

## Życiorys
Urodził się w wieloletniej gruzińskiej rodzinie chłopskiej. W 1926 wyjechał do Moskwy, gdzie pracował jego starszy brat Illarion, by uczyć się na rabfaku (fakultecie robotniczym). Jednocześnie z nauką pracował w fabryce. Po ukończeniu rabfaku w 1930 rozpoczął studia w Moskiewskim Instytucie Dróg Samochodowych, który ukończył w 1934, po czym do 1937 pracował przy budowie moskiewskiego metra. W 1937 wrócił do Tbilisi i został głównym inżynierem w wydziale oświaty miejskiego komitetu wykonawczego Tbilisi. Od 1939 należał do WKP(b). Po ataku Niemiec na ZSRR został pomocnikiem wojskowego komendanta odcinka kolejowego w Tbilisi, w sierpniu 1941 został wojskowym dyspozytorem, brał aktywny udział w zapewnianiu kolejowych przewozów mobilizacyjnych. Później pracował w sztabie Frontu Zakaukaskiego. W latach 50. i 60. kierował pracami nad budową metra w Tbilisi, uruchomionego 11 stycznia 1966. Później nadzorował m.in. budowę Wardebis Rewoluciis Moedani. Kierownikiem zarządu Tbilmetrostroj był do 1985, gdy przeszedł na emeryturę. Otrzymał honorowe obywatelstwo Tbilisi. W 2011 jego imieniem nazwano stację metra w Tbilisi.

## Odznaczenia i nagrody
- Medal Sierp i Młot Bohatera Pracy Socjalistycznej (28 stycznia 1980)
- Order Lenina (dwukrotnie, 2 kwietnia 1966 i 28 stycznia 1980)
- Order Wojny Ojczyźnianej II klasy (11 marca 1985)
- Nagroda Państwowa ZSRR (1977)
- Order „Znak Honoru” (7 maja 1971)
- Medal „Za zasługi bojowe” (9 lutego 1943)
- Medal „Za obronę Kaukazu” (1 maja 1944)

I inne.